# Tewje

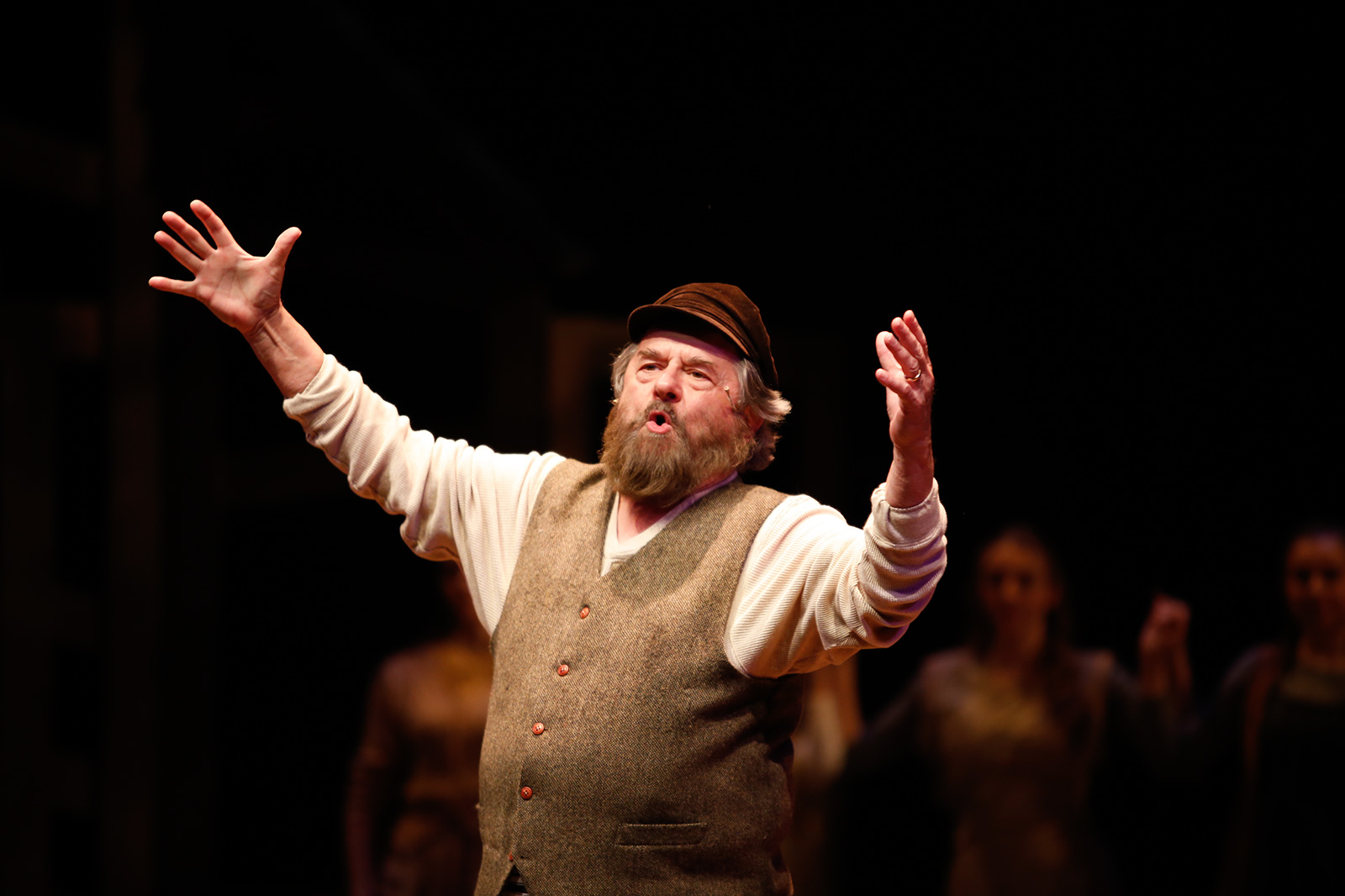
Aktor w roli Tewjego

Tewje – postać fikcyjna, którą stworzył jidyszowy pisarz Szolem Alejchem, będąca bohaterem wielu jego powieści, w tym Dziejów Tewjego Mleczarza (1894), na których podstawie skomponowano musical Skrzypek na dachu oraz nakręcono film o takim samym tytule.
Stanowi postać zarówno tragiczną, jak i komiczną. Doświadcza zarówno szczęścia, jak i mierzy się z trudnościami losu. Regularnie w swoich myślach wdaje się w konwersacje z Bogiem. Ze względu na niską pozycję społeczną zawsze z zazdrością patrzy na bogaczy, ludzi wysoko urodzonych. Jest religijny, studiuje Talmud, na co dzień posługuje się cytatami z Pisma Świętego (często dodawanymi mimochodem). 
W filmie Skrzypek na dachu w rolę Tewjego mleczarza wcielił się Chaim Topol, który odtwarzał tę postać także na scenach Broadwayu.